# Mieczysław Bielecki
Mieczysław Marcin Bielecki ps. „Rudolf” (ur. 26 marca 1896 w Krasnymstawie, zm. wiosną 1940 w Katyniu) – kapitan piechoty Wojska Polskiego, ofiara zbrodni katyńskiej.

## Życiorys
Urodził się 26 marca 1896 w Krasnymstawie, w rodzinie Stanisława i Felicji z Żytkowskich. Żołnierz I Brygady Legionów, uczestnik wojny 1920 r. jako dowódca plutonu, a następnie przez pięć miesięcy dowodził na froncie kompanią 76 pułku piechoty. W 1928 figuruje na liście imiennej poruczników z 401 lokatą. Kapitan ze starszeństwem z 1 stycznia 1927 i 40 lokatą w korpusie oficerów piechoty. W 1928 służył w 76 pp. Komendant przysposobienia wojskowego w Wołkowysku. W marcu 1934 został zwolniony z zajmowanego stanowiska i oddany do dyspozycji dowódcy Okręgu Korpusu Nr III, a z dniem 31 sierpnia tego roku przeniesiony w stan spoczynku.
W czasie kampanii wrześniowej 1939, po agresji ZSRR na Polskę, w nieznanych okolicznościach dostał się do niewoli sowieckiej. Osadzono go w obozie jenieckim w Kozielsku. Wiosną 1940 został zamordowany przez funkcjonariuszy NKWD w lesie katyńskim i tam pogrzebany w bezimiennej mogile zbiorowej, gdzie od 28 lipca 2000 mieści się oficjalnie Polski Cmentarz Wojenny w Katyniu. Figuruje na liście wywózkowej 022/3 z 9 kwietnia 1940. 
Mieczysław Bielecki był żonaty z Genowefą z Duchoniów.

## Ordery i odznaczenia
- Krzyż Niepodległości – 15 czerwca 1932 „za pracę w dziele odzyskania niepodległości”[8]
- Odznaka Honorowa „Orlęta”

## Upamiętnienie
5 października 2007 minister obrony narodowej Aleksander Szczygło mianował go pośmiertnie na stopień majora. Awans został ogłoszony 9 listopada 2007 w Warszawie, w trakcie uroczystości „Katyń Pamiętamy – Uczcijmy Pamięć Bohaterów”.
17 września 2010, w ramach akcji „Katyń... pamiętamy” / „Katyń... Ocalić od zapomnienia”, został uhonorowany poprzez zasadzenie Dębu Pamięci i ustawienie kamienia pamiątkowego w Ogrodzie Jana Pawła II w Krasnymstawie.